# Meeting de Paris 2024
Navigation
Édition précédente
Le Meeting de Paris 2024 se déroule le 7 juillet 2024 au Stade Charléty de Paris, en France. Il s'agit de la huitième étape de la Ligue de diamant 2024.
Cette édition est exceptionnelle par les résultats et les records qui y sont battus. En effet, pas moins de deux records du monde et treize records nationaux (toutes nations confondues) sont tombés au cours de cette édition, dont trois records de France. La Kényanne Faith Kipyegon bat le record du monde du 1 500 m en 3 min 49 s 04 et la sauteuse en hauteur ukrainienne Yaroslava Mahuchikh passe pour la première fois une barre à 2,10 m. Les Françaises Agathe Guillemot sur 1500 mètres, Alice Finot sur 3000 mètres steeple et le Français Gabriel Tual sur 800 mètres sont les nouveaux détentrices et détenteur d'un record de France. Cette édition a lieu trois semaines avant les Jeux olympiques de Paris.
Néanmoins, si de bonnes performances ont été réalisées au cours de ce meeting, et notamment en demi-fond, cette édition est également marquée par la blessure de Kevin Mayer sur le 110 mètres haies, qui lui est fatale puisqu'il déclare forfait pour les Jeux Olympiques la veille du début du décathlon, le vendredi 2 août.

## Résultats

### Ligue de diamant

#### Hommes[5]
| Rang | Athlète                | Temps   | Points |
| ---- | ---------------------- | ------- | ------ |
| 1    | Alexander Ogando       | 19 s 98 | 8      |
| 2    | Tarsis Gracious Orogot | 20 s 18 | 7      |
| 3    | Ryan Zézé              | 20 s 46 | 6      |
| 4    | Filippo Tortu          | 20 s 53 | 5      |
| 5    | Jerome Blake           | 20 s 82 | 4      |
| 6    | William Reais          | 20 s 89 | 3      |
| NC   | Cheickna Traore        | DNF     |        |
| NC   | Pablo Matéo            | DNS     |        |

| Rang | Athlète                 | Temps                  | Points |
| ---- | ----------------------- | ---------------------- | ------ |
| 1    | Djamel Sedjati          | 1 min 41 s 56 (NR, WL) | 8      |
| 2    | Emmanuel Wanyonyi       | 1 min 41 s 58 (PB)     | 7      |
| 3    | Gabriel Tual            | 1 min 41 s 61 (NR)     | 6      |
| 4    | Aaron Kemei Cheminingwa | 1 min 42 s 08          | 5      |
| 5    | Wyclife Kinyamal        | 1 min 42 s 08          | 4      |
| 6    | Eliott Crestan          | 1 min 42 s 43 (NR)     | 3      |
| 7    | Andreas Kramer          | 1 min 43 s 66 (NR)     | 2      |
| 8    | Azeddine Habz           | 1 min 43 s 79          | 1      |
| 9    | Benjamin Robert         | 1 min 44 s 30          |        |
| 10   | Tshepiso Masalela       | 1 min 44 s 96          |        |
| NC   | Yanis Meziane           | DNF                    |        |
| NC   | Patryk Sieradzki        | DNF                    |        |

| Rang | Athlète          | Temps         | Points |
| ---- | ---------------- | ------------- | ------ |
| 1    | Sasha Zhoya      | 13 s 15 (=PB) | 8      |
| 2    | Trey Cunningham  | 13 s 15       | 7      |
| 3    | Shunsuke Izumiya | 13 s 16       | 6      |
| 4    | Enrique Llopis   | 13 s 21       | 5      |
| 5    | Dylan Beard      | 13 s 21       | 4      |
| 6    | Michael Obasuyi  | 13 s 29       | 3      |
| 7    | Asier Martínez   | 13 s 35       | 2      |
| NC   | Rachid Muratake  | DNS           |        |

| Rang | Athlète              | Temps   | Points |
| ---- | -------------------- | ------- | ------ |
| 1    | Alison dos Santos    | 47 s 78 | 8      |
| 2    | Rasmus Mägi          | 47 s 95 | 7      |
| 3    | Malik James-King     | 48 s 37 | 6      |
| 4    | Wilfried Happio      | 48 s 56 | 5      |
| 5    | Gerald Drummond      | 48 s 68 | 4      |
| 6    | Carl Bengtström      | 48 s 68 | 3      |
| 7    | Ismail Doudai Abakar | 48 s 79 | 2      |
| 8    | Berke Akçam          | 49 s 23 | 1      |

| Rang | Athlète                | Temps                 | Points |
| ---- | ---------------------- | --------------------- | ------ |
| 1    | Abrham Sime            | 8 min 2 s 36          | 8      |
| 2    | Amos Serem             | 8 min 2 s 36          | 7      |
| 3    | Abraham Kibiwot        | 8 min 6 s 70          | 6      |
| 4    | Mohamed Amine Jhinaoui | 8 min 9 s 41 (NR)     | 5      |
| 5    | Geordie Beamish        | 8 min 9 s 64 (AR, NR) | 4      |
| 6    | Avinash Mukund Sable   | 8 min 9 s 91 (NR)     | 3      |
| 7    | Ryūji Miura            | 8 min 10 s 52         | 2      |
| 8    | Leonard Kipkemoi Bett  | 8 min 12 s 97         | 1      |
| 9    | Jean-Simon Desgagnés   | 8 min 13 s 11         |        |
| 10   | Mohamed Tindouft       | 8 min 14 s 10         |        |
| 11   | Anthony Rotich         | 8 min 14 s 22         |        |
| 12   | Luc le Baron           | 8 min 15 s 29         |        |
| 13   | Louis Gilavert         | 8 min 18 s 83         |        |
| 14   | Baptiste Fourmont      | 8 min 18 s 91         |        |
| 15   | Samuel Duguna          | 8 min 27 s 16         |        |

| Rang | Athlète           | Temps   | Points |
| ---- | ----------------- | ------- | ------ |
| 1    | Julian Weber      | 85,91 m | 8      |
| 2    | Anderson Peters   | 85,19 m | 7      |
| 3    | Jakub Vadlejch    | 85,04 m | 6      |
| 4    | Arshad Nadeem     | 84,21 m | 5      |
| 5    | Artur Felfner     | 80,48 m | 4      |
| 6    | Andrian Mardare   | 79,30 m | 3      |
| 7    | Toni Keränen      | 79,22 m | 2      |
| 8    | Kishore Jena      | 78,10 m | 1      |
| 9    | Edis Matusevičius | 77,36 m |        |
| 10   | Marcin Krukowski  | 75,52 m |        |

#### Femmes[5]
| Rang | Athlète                | Temps   | Points |
| ---- | ---------------------- | ------- | ------ |
| 1    | Patrizia van der Weken | 11 s 06 | 8      |
| 2    | Gina Bass              | 11 s 09 | 7      |
| 3    | Ewa Swoboda            | 11 s 16 | 6      |
| 4    | Mujinga Kambundji      | 11 s 22 | 5      |
| 5    | Tamara Clark           | 11 s 32 | 4      |
| 6    | Zaynab Dosso           | 11 s 36 | 3      |
| 7    | Gémima Joseph          | 11 s 43 | 2      |
| 8    | Chloé Galet            | 11 s 55 | 1      |

| Rang | Athlète           | Temps   | Points |
| ---- | ----------------- | ------- | ------ |
| 1    | Marileidy Paulino | 49 s 20 | 8      |
| 2    | Natalia Kaczmarek | 49 s 82 | 7      |
| 3    | Salwa Eid Naser   | 49 s 82 | 6      |
| 4    | Alexis Holmes     | 50 s 02 | 5      |
| 5    | Laviai Nielsen    | 50 s 67 | 4      |
| 6    | Lieke Klaver      | 50 s 89 | 3      |
| 7    | Andrea Miklós     | 51 s 08 | 2      |
| 8    | Amandine Brossier | 51 s 27 | 1      |

| Rang | Athlète            | Temps                  | Points |
| ---- | ------------------ | ---------------------- | ------ |
| 1    | Faith Kipyegon     | 3 min 49 s 04 (WR)     | 8      |
| 2    | Jessica Hull       | 3 min 50 s 83 (AR, NR) | 7      |
| 3    | Laura Muir         | 3 min 53 s 79 (NR)     | 6      |
| 4    | Linden Hall        | 3 min 56 s 40 (PB)     | 5      |
| 5    | Georgia Bell       | 3 min 56 s 54 (PB)     | 4      |
| 6    | Susan Loyako Ejore | 3 min 57 s 26 (PB)     | 3      |
| 7    | Sarah Healy        | 3 min 57 s 46 (PB)     | 2      |
| 8    | Agathe Guillemot   | 3 min 58 s 05 (NR)     | 1      |
| 9    | Katie Snowden      | 3 min 58 s 13 (SB)     |        |
| 10   | Ciara Mageean      | 3 min 58 s 69 (SB)     |        |
| 11   | Nigist Getachew    | 3 min 58 s 98 (PB)     |        |
| 12   | Esther Guerrero    | 3 min 59 s (PB)        |        |
| 13   | McGee Cory Ann     | 4 min 1 s 18           |        |
| NC   | Martyna Galant     | DNF                    |        |
| NC   | Daniela García     | DNF                    |        |
| NC   | Charlotte Pizzo    | DNF                    |        |

| Rang | Athlète             | Temps             | Points |
| ---- | ------------------- | ----------------- | ------ |
| 1    | Winfred Mutile Yavi | 9 min 3 s 68      | 8      |
| 2    | Alice Finot         | 9 min 5 s 01 (NR) | 7      |
| 3    | Elizabeth Bird      | 9 min 9 s 07      | 6      |
| 4    | Olivia Markezich    | 9 min 14 s 67     | 5      |
| 5    | Lea Meyer           | 9 min 15 s 48     | 4      |
| 6    | Marwa Bouzayani     | 9 min 15 s 54     | 3      |
| 7    | Alicja Konieczek    | 9 min 17 s 20     | 2      |
| 8    | Daisy Jepkemei      | 9 min 21 s 75     | 1      |
| 9    | Beatrice Chepkoech  | 9 min 27 s 21     |        |
| 10   | Adva Cohen          | 9 min 35 s 45     |        |
| NC   | Jackline Chepkoech  | DNF               |        |
| NC   | Gabrielle Jennings  | DNS               |        |

| Rang | Athlète               | Temps        | Points |
| ---- | --------------------- | ------------ | ------ |
| 1    | Yaroslava Mahuchikh   | 2,10 m (WR)  | 8      |
| 2    | Nicola Olyslagers     | 2,01 m       | 7      |
| 3    | Angelina Topić        | 1,98 m (=NR) | 6      |
| 4    | Lamara Distin         | 1,95 m       | 5      |
| 5    | Eleanor Patterson     | 1,95 m       | 4      |
| 6    | Nawal Meniker         | 1,95 m       | 3      |
| 7    | Iryna Gerashchenko    | 1,95 m       | 2      |
| 8    | Britt Weerman         | 1,92 m       | 1      |
| 9    | Morgan Lake           | 1,92 m       |        |
| 10   | Solène Gicquel        | 1,92 m       |        |
| 11   | Nadezhda Dubovitskaya | 1,88 m       |        |
| 12   | Christina Honsel      | 1,88 m       |        |
| 13   | Nafissatou Thiam      | 1,88 m       |        |
| NC   | Kateryna Tabashnyk    | NM           |        |

| Rang | Athlète                   | Temps   | Points |
| ---- | ------------------------- | ------- | ------ |
| 1    | Valarie Allman            | 68,07 m | 8      |
| 2    | Jorinde van Klinken       | 67,23 m | 7      |
| 3    | Alida van Daalen          | 65,78 m | 6      |
| 4    | Marike Steinacker         | 64,64 m | 5      |
| 5    | Sandra Perković Elkasević | 64,42 m | 4      |
| 6    | Liliana Ca                | 61,96 m | 3      |
| 7    | Kristin Pudenz            | 61,49 m | 2      |
| 8    | Mélina Robert-Michon      | 60,88 m | 1      |
| 9    | Amanda Ngandu-Ntumba      | 59,60 m |        |
| 10   | Shanice Craft             | 59,36 m |        |

### Résultats nationaux
| Rang | Athlète           | Temps   |
| ---- | ----------------- | ------- |
| 1    | Jerome Blake      | 10 s 19 |
| 2    | Méba-Mickaël Zézé | 10 s 30 |
| 3    | Aymeric Priam     | 10 s 35 |
| 4    | Pablo Matéo       | 10 s 38 |
| 5    | Ryan Zézé         | 10 s 41 |
| 6    | Harold Achi-Yao   | 10 s 47 |
| 7    | Paul Lada         | 10 s 56 |

| Rang | Athlète               | Temps   |
| ---- | --------------------- | ------- |
| 1    | Orlann Oliere         | 11 s 39 |
| 2    | Sarah Richard         | 11 s 43 |
| 3    | Marie-Ange Rimlinger  | 11 s 48 |
| 4    | Mallory Leconte       | 11 s 57 |
| 5    | Maroussia Paré        | 11 s 59 |
| 6    | Amelie-Sophie Lederer | 11 s 99 |

### Épreuves promotionnelles
| Rang | Athlète                     | Temps              |
| ---- | --------------------------- | ------------------ |
| 1    | Jacob Krop                  | 7 min 28 s 83      |
| 2    | Stewart McSweyn             | 7 min 29 s 46      |
| 3    | Sean McGorty                | 7 min 36 s 63      |
| 4    | Charles Philibert-Thiboutot | 7 min 35 s 73 (NR) |
| 5    | Thomas Ratcliffe            | 7 min 37 s 92      |
| 6    | Thomas Fafard               | 7 min 38 s 07      |
| 7    | Matthew Wilkinson           | 7 min 38 s 18      |
| 8    | Santiago Catrofe            | 7 min 38 s 95      |
| 9    | Isaac Kibet Ndiema          | 7 min 39 s 12      |
| 10   | Teddese Lemi                | 7 min 42 s 42      |
| 11   | Adisu Girma                 | 7 min 42 s 42      |
| 12   | Nassim Hassaus              | 7 min 43 s 22      |
| 13   | Milkesa Fikadu              | 7 min 53 s 51      |
| NC   | Mounir Akbache              | DNF                |
| NC   | Benoit Campion              | DNF                |
| NC   | Filip Ingebrigtsen          | DNF                |

| Rang | Athlète           | Temps   |
| ---- | ----------------- | ------- |
| 1    | Pawel Fajdek      | 77,13 m |
| 2    | Wojciech Nowicki  | 75,17 m |
| 3    | Mykhaylo Kokhan   | 75,13 m |
| 4    | Bence Halasz      | 74,56 m |
| 5    | Denzel Comenentia | 71,67 m |
| NC   | Quentin Bigot     | DNS     |

| \| Rang \| Athlète \| Temps \| \| ---- \| ------------------------- \| ------- \| \| 1 \| Brooke Andersen \| 73,27 m \| \| 2 \| Alexandra Tavernier \| 69,73 m \| \| 3 \| Janee Kassanavoid \| 69,66 m \| \| 4 \| Rose Loga \| 68,59 m \| \| 5 \| Bianca Florentina Ghelber \| 67,85 m \| |                           |         |
| Rang | Athlète                   | Temps   |
| 1 | Brooke Andersen           | 73,27 m |
| 2 | Alexandra Tavernier       | 69,73 m |
| 3 | Janee Kassanavoid         | 69,66 m |
| 4 | Rose Loga                 | 68,59 m |
| 5 | Bianca Florentina Ghelber | 67,85 m |

## Légende
Records et Performances
- AR : Record continental (area record)
- CR : Record des championnats (championship record)
- MR : Record du meeting (meet record)
- NR : Record national (national record)
- OR : Record olympique (olympic record)
- PR : Record paralympique (paralympic record)
- PB : Record personnel (personal best)
- SB : Meilleure performance personnelle de la saison (season's best)
- WL : Meilleure performance mondiale de l'année (world leader)
- WJR : Record du monde junior (world junior record)
- WR : Record du monde (world record)

Circonstances et Conditions
- DNF : N'a pas terminé (did not finish)
- DNS : N'a pas pris le départ (did not start)
- DQ : Disqualification (disqualification)
- NM : Aucun essai valable enregistré (No Mark)
- Q : Qualifié « directement » au prochain tour (ou à la prochaine compétition), lors d'une compétition majeure, grâce au classement ou à la réalisation des minima (automatic qualifier)
- q : Qualifié au prochain tour (ou à la prochaine compétition), lors d'une compétition majeure, grâce au repêchage ou à la réalisation de l'une des meilleures performances parmi celles des « non qualifiés directement » (grâce au meilleur temps ou à la meilleure distance par exemple) (secondary qualifier)